# 須兆祉
須兆祉（生年不詳—卒年不詳），字介繁，江南省常州府武進縣（今屬常州市）人。清朝初年政治人物。
順治四年（1647年）丁亥科第二甲第十五名進士出身。個性友愛親族，有貧窮者就分俸祿資助。
由工部備兵甘肅，長期有顯著勞績，順治帝賞賜鞍馬、金帛。曾任陝西按察司副使。因甘肅邊界多警報，過勞卒於任上。入祀名宦祠，子須馨詔恩廕入監。